# Der menschliche Faktor (1979)
Der menschliche Faktor (im Original The Human Factor) ist ein britischer Thriller aus dem Jahr 1979. Der Agentenfilm ist das letzte Werk des Regisseurs Otto Preminger und basiert auf dem gleichnamigen Roman seines Freundes Graham Greene. Er beschäftigt sich mit der Welt der britischen Spionage zur Zeit des Kalten Krieges und den Beziehungen der Westlichen Welt zum damaligen Apartheidsregime in Südafrika.

## Handlung
Der Brite Maurice Castle, ein MI6-Beamter, der zuvor in Afrika stationiert war, lebt unauffällig mit seiner Familie auf dem Land, eine Zugstunde von London entfernt. Er und sein befreundeter Kollege Arthur Davis, ein unglücklich verliebter Junggeselle, arbeiten in der Sicherheitsabteilung des britischen Außenministeriums. Als bekannt wird, dass vertrauliche Dokumente aus der Abteilung in Moskau auftauchen, fällt der Verdacht sowohl auf den biederen Castle als auch auf seinen Kollegen, den bei seinen Vorgesetzten als Lebemann verschrienen Davis. Erschwerend kommt für Castles Vorgesetzte hinzu, dass er die junge schwarze Südafrikanerin Sarah geheiratet hat,  die von einem anderen Mann schwanger war.
In Rückblenden erzählt der Film, wie Maurice Castle sieben Jahre zuvor als Beamter der britischen Spionageabwehr in Afrika tätig war und damals aus moralischen Gründen zum Doppelagenten wurde. Dies tat er aus Dankbarkeit gegenüber dem kommunistischen Agenten Conelly, der ihm bei der Visumbeschaffung für die Ausreise seiner Frau aus Südafrika geholfen hatte.
Der Spionageverdacht seiner drei Vorgesetzten Dr. Percival, Sir John Hargreaves und Colonel Daintry konzentriert sich immer mehr auf seinen trinkenden Kollegen Davis. Als eine manipulierte Meldung aus der Abteilung weitergegeben wird, scheint Davis enttarnt, und trotz Daintrys Einwänden veranlassen Percival und Hargreaves Davis’ Eliminierung durch eine schleichende Vergiftung.
Castle gerät nach dem Tod seines Kollegen nun immer mehr in die Bredouille. Er wird damit beauftragt, mit der südafrikanischen Geheimpolizei zusammenzuarbeiten. Als er erfährt, dass auch Conelly tot ist, beschließt er, nicht weiter für den sowjetischen Geheimdienst zu spionieren.
Doch als er von einem westlichen Geheimplan erfährt, fühlt er sich moralisch verpflichtet, ein letztes Mal dem sowjetischen Geheimdienst Informationen zu liefern. Daintry, der Castle sympathisch findet, muss erkennen, dass er ihm irrtümlich vertraut hat und dass man mit Davis den falschen Mann beseitigt hat.
Castle schickt seine Frau und ihren Sohn zu seiner Mutter, da nur für ihn alleine eine Flucht vorgesehen ist. Er kann sich mit Hilfe des sowjetischen Geheimdienstes über Umwege nach Moskau absetzen, wo er erfährt, dass er jahrelang nur ein Instrument gewesen war, da seine Berichte einem westlichen Doppelagenten zugespielt wurden, damit dieser glaubwürdig wird und damit diesem vom sowjetischen Geheimdienst falsche Informationen untergeschoben werden können. Sarah kann zunächst nicht mit ihrem Sohn ausreisen, und so ist Castle für längere Zeit von seiner Familie getrennt.

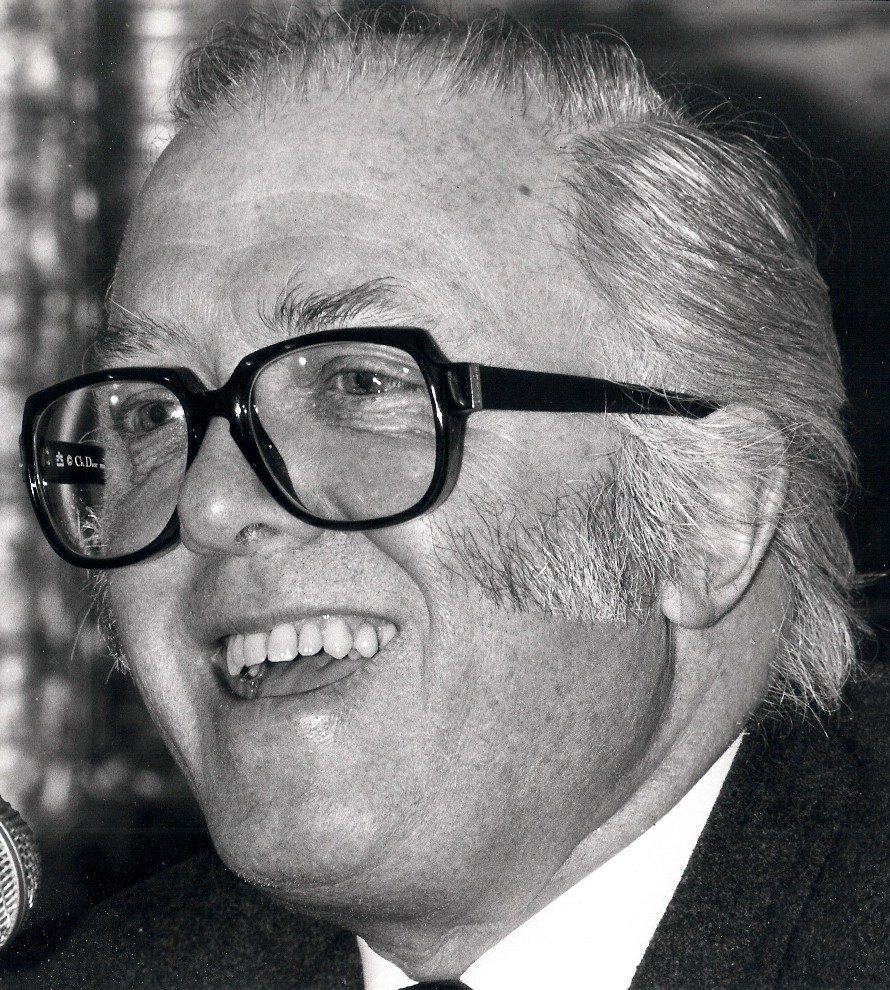
Richard Attenborough im Jahr 1983

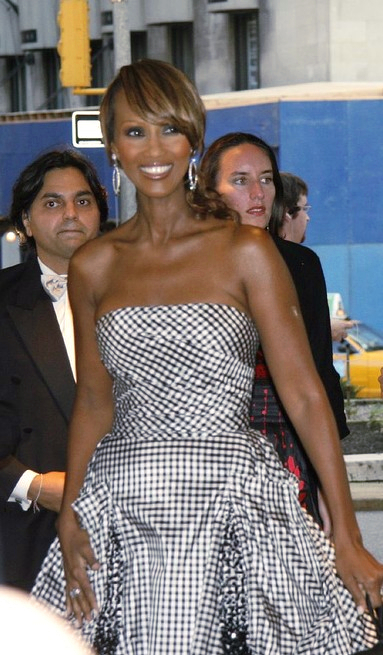
Iman Abdulmajid

## Produktion
Der Film wurde in Kenia und in den Shepperton Studios nahe London gedreht. Premingers letzter Film steht in Verbindung mit der Enttarnung des Doppelagenten Kim Philby, eines Freundes von Graham Greene. Bei der Herstellung des Films erlebte der oftmals abwertend als Perfektionist bezeichnete Preminger nach seiner langen Hollywood-Karriere ein letztes Mal die Schwierigkeiten einer unabhängigen Filmproduktion: Da ihn während der Dreharbeiten seine Geldgeber im Stich ließen, musste Preminger sich von einigen Werken seiner privaten Kunstsammlung trennen, um den Film fertigzustellen.

## Rezeption
„Wie in seinen früheren Filmen gelang es Preminger, seinem Ideal treu zu bleiben und mit handwerklicher Strenge einen unterhaltsamen Film zu inszenieren, in dem der Regisseur fast unbemerkt bleibt und die Technik und die Absichten des Filmemachers nicht offensichtlich sind. Preminger verzichtete in diesem Spionage-Film auf die für dieses Genre typische Härte und die obligatorischen Action-Szenen und konzentrierte sich auf differenzierte Charakterporträts“.(Eins Festival)
Das Lexikon des internationalen Films schrieb: „Eine Agentengeschichte als Parabel auf die Gefährdung menschlicher Bindungen, auf den Widerspruch von Politik und Gefühl: Otto Preminger verzichtet in seinem letzten Spielfilm auf Klischees und vordergründige Action, konzentriert sich statt dessen auf die geruhsame und differenzierte Entfaltung von Charakterportraits.“
Überhaupt nicht begeistert war allerdings Graham Greene, der Preminger in einem Telefongespräch eine „desaströse Verarbeitung seiner Intentionen“ vorwarf.